# L'islam e il futuro della tolleranza: Un dialogo
L'islam e il futuro della tolleranza: Un dialogo (Islam and the Future of Tolerance: A Dialogue) è un libro del 2015 basato sulla collaborazione dell'autore americano Sam Harris e l'attivista britannico Maajid Nawaz.
Il libro presenta un dialogo tra Harris, ateo e critico di religione, e Nawaz, un attivista liberale islamico. Harris sostiene che le dottrine dell'Islam sono pericolose mentre Nawaz difende l'Islam sostenendo che quelle dottrine sono state stravolte rispetto a quelle tradizionali (che erano di pace e di condivisione). Nawaz sostiene inoltre che, come qualsiasi altra religione, l'Islam è aperto alle riforme e troverà il suo posto in un mondo secolare.
Il libro è pubblicato con lo scopo esplicito di promuovere conversazioni difficili sull'Islam senza "devolverli in bigottismo o caricatura". Il libro esplora anche le differenze tra la religione dell'Islam e l'ideologia dell'islamismo.
In lingua inglese è stato stampato dalla Harvard University Press mentre in Italia è stato pubblicato e tradotto dalla casa editrice Nessun Dogma.

## Ricezione
L'Economist, nella sua recensione, lo ha definito "un dialogo breve ma intenso" e ha osservato che "a volte il signor Nawaz è disarmantemente sincero". Continua dicendo che "Nawaz riconosce che i musulmani riformisti, come lui, sono una minoranza, ma insiste che gli islamisti sono anche una minoranza perché la maggioranza sono musulmani conservatori. Dopo aver notato le percentuali di islamisti politici, liberali e conservatori sociali nella comunità musulmana, prevede un possibile successo per la parte liberale a seconda di quanto sostegno otterrà dai conservatori."
New Statesman lo definì "un unicorno" e apprezzò il libro per la discussione "dell'islamismo e del jihadismo da un punto di vista storico oltre che filosofico, senza traccia di sentimento o dogma." Brian Stewart nel National Review ha votato positivamente l'opera, dichiarandola "provocatoria e profana" e ha lodato gli autori per "cercare di fornire una scintilla".
Publishers Weekly gli ha anche dato una recensione positiva sottolineando che "Harris, mantenendo il suo personaggio provocatorio, fa domande e lancia gli ultimatum in direzione di Nawaz, che risponde abilmente con risposte ben ragionate e ponderate che informeranno e ispireranno." Secondo lo scienziato cognitivo Steven Pinker, "Questo dialogo onesto e intelligente è una superba esplorazione delle questioni intellettuali e morali coinvolte."
Nelle recensioni pre-pubblicate, Kirkus Reviews ha scritto: "Una gamma più ampia di punti di vista potrebbe aver reso questa discussione ancora più preziosa, ma i lettori con un'opinione istintiva dell'Islam apprenderanno molto". Scrive per il New York Journal Tara Sonenshine: "Le risposte di Nawaz e Harris sembrano ricordare l'antica arte della conversazione".
Valutandolo per il New York Times l'autrice canadese Irshad Manji ha scritto: "Il loro avanti e indietro chiarisce le molteplici confusioni che affliggono la pubblica conversazione sull'Islam". Scrive anche: "Harris ha ragione che i liberali devono porre fine al loro silenzio sui motivi religiosi dietro a molti terrorismi islamici e, allo stesso tempo, si dovrebbe lanciare un messaggio sul doppio standard che alimenta il riflesso liberale per giustificare gli islamisti; gli atei non fanno abbastanza rumore sull'odio nei confronti dei musulmani."